# Hendrika van Rumt
Hendrika Alida van Rumt, née le 28 août 1897 à Amsterdam (Pays-Bas) et morte le 26 mai 1985 dans la même ville, est une gymnaste artistique néerlandaise.

## Biographie
Hendrika van Rumt remporte aux Jeux olympiques d'été de 1928 à Amsterdam la médaille d'or du concours général par équipes féminin avec Estella Agsteribbe, Helena Nordheim, Anna Polak, Judikje Simons, Elka de Levie, Jacomina van den Berg, Jacoba Stelma, Alida van den Bos, Anna van der Vegt, Petronella van Randwijk et Petronella Burgerhof.